# 예안군
| Daedongyeojido (Gyujanggak) 15-02.jpg |  |
|                                       |  |

예안(禮安)은 경상북도 안동시 북부에 위치했던 옛 군 또는 현으로, 현재의 안동시 예안면 북부, 도산면, 녹전면 지역을 관할하였다. 읍치는 도산면 서부리·동부리 일대에 있었으며, 현재는 안동호에 의해 그 자리가 수몰되었다. 퇴계 이황이 예안 땅이었던 도산면 토계리 출신이며, 이황을 기념한 도산서원 또한 도산면 토계리에 세워져 있다.

## 역사
본래 고구려의 매곡현(買谷縣)으로, 신라 영토가 된 이후 경덕왕이 이름을 선곡(善谷)으로 고쳐 내령현(영주시, 옛 영천(榮川))의 영현이 되었다. 고려 때 예안으로 이름이 바뀌고, 현종 9년 (1018) 길주(안동)의 임내로 하였다가 우왕 때 군으로 독립하였고, 공양왕 2년 (1390) 감무를 두고 의인현(宜仁縣, 도산면 일대, 옛 지도보(知道保) 부곡)을 소속시켰다. 조선 시대가 되어 다시 현이 되었으며, 1895년 이십삼부의 시행으로 안동부 예안군, 1896년 경상북도 예안군이 되고 1914년 안동군에 통합되었다.

## 구역 대조

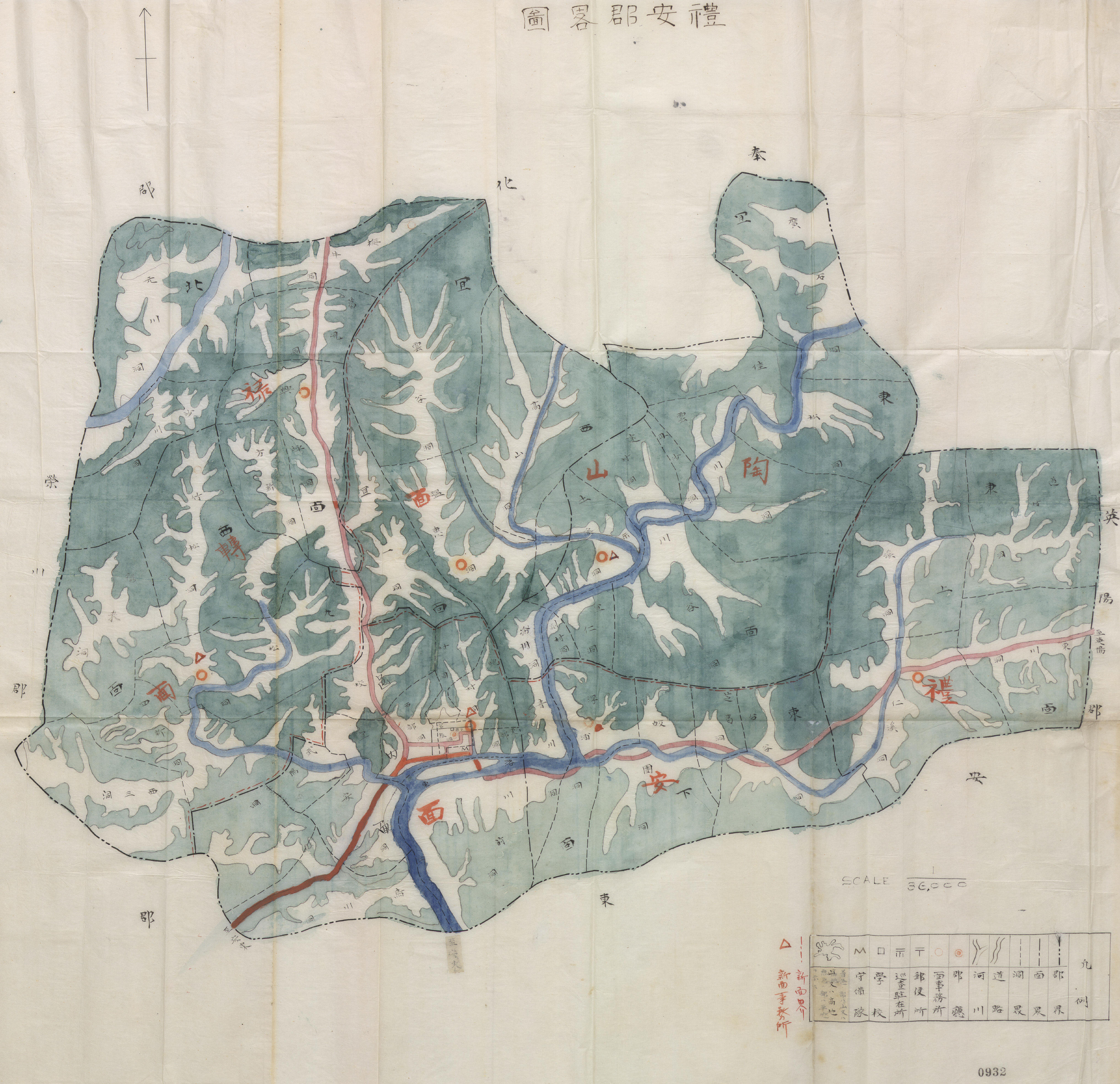
1914년 구 예안 지역 면 폐합도

| 구한말        | 1914년        | 현재          | 현재                                           |
| ------------- | ------------- | ------------- | ---------------------------------------------- |
| 예안군 읍내면 | 안동군 예안면 | 안동시 도산면 | 동부리, 서부리, 선양리                         |
| 예안군 읍내면 | 안동군 예안면 | 안동시 와룡면 | 오천리                                         |
| 예안군 읍내면 | 안동군 예안면 | 안동시 예안면 | 천전리                                         |
| 예안군 동상면 | 안동군 예안면 | 안동시 예안면 | 인계리, 동천리, 도촌리, 삼계리, 신남리         |
| 예안군 동하면 | 안동군 예안면 | 안동시 예안면 | 부포리, 귀전리, 태곡리                         |
| 예안군 북면   | 안동군 녹전면 | 안동시 녹전면 | 매정리, 원천리, 갈현리, 신평리, 사천리         |
| 예안군 서면   | 안동군 녹전면 | 안동시 녹전면 | 죽송리, 녹래리, 서삼리, 사신리, 구송리         |
| 예안군 의동면 | 안동군 도산면 | 안동시 도산면 | 분천리, 의촌리, 토계리, 원천리, 단천리, 가송리 |
| 예안군 의서면 | 안동군 도산면 | 안동시 도산면 | 태자리, 온혜리, 운곡리, 의일리                 |

## 참고 문헌
- 고려사 지리지 (권57), 안동부
- 세종실록 지리지 (권150), 예안현
- 예안 - 한국민족문화대백과사전

## 같이 보기
- 예안향교
- 예안 김씨